# Wiktory 1988
Nagrody Wiktorów za 1988 rok

## Lista laureatów
- Edyta Geppert
- Jerzy Waldorff
- Aleksander Małachowski
- Jan Płócienniczak
- Krzysztof Bartnicki
- Ewa Błaszczyk
- prof. Jan Miodek
- Lech Wałęsa
- Alfred Miodowicz
- Wacław Kowalski
- Karol Sawicki
- Hanna Banaszak